# Christopher Dean
Christopher Colin Dean, OBE (ur. 27 lipca 1958 w Calverton) – brytyjski łyżwiarz figurowy startujący w parach tanecznych z Jayne Torvill. Mistrz olimpijski z Sarajewa (1984), brązowy medalista olimpijski z Lillehammer (1994) i uczestnik igrzysk olimpijskich w Lake Placid (1980), 4-krotny mistrz świata (1981–1984), 4-krotny mistrz Europy (1981, 1982, 1984, 1994) oraz 7-krotny mistrz Wielkiej Brytanii. Zakończył karierę amatorską w 1984 r., a następnie w 1994 r.
Para taneczna Jayne Torvill i Christopher Dean zasłynęła poruszającym wykonaniem tańca do Boléro Maurice’a Ravela podczas Igrzysk w Sarajewie. Za ten występ otrzymali jednogłośnie od wszystkich sędziów ocenę 6.0 za walory artystyczne.
Jest jedynym dzieckiem Mavis i Colina Deanów. Ma dwóch synów: Jacka (ur. 1998) i Sama (ur. 2000).

## Osiągnięcia

### Z Jayne Torvill
| Zawody                        | 75–76          | 76–77          | 77–78          | 78–79          | 79–80          | 80–81          | 81–82          | 82–83          | 83–84          | 93–94          |                |                |                |                |                |                |                |
| Międzynarodowe                | Międzynarodowe | Międzynarodowe | Międzynarodowe | Międzynarodowe | Międzynarodowe | Międzynarodowe | Międzynarodowe | Międzynarodowe | Międzynarodowe | Międzynarodowe | Międzynarodowe | Międzynarodowe | Międzynarodowe | Międzynarodowe | Międzynarodowe | Międzynarodowe | Międzynarodowe |
| ----------------------------- | -------------- | -------------- | -------------- | -------------- | -------------- | -------------- | -------------- | -------------- | -------------- | -------------- | -------------- | -------------- | -------------- | -------------- | -------------- | -------------- | -------------- |
| Igrzyska olimpijskie          |                |                |                |                | 5              |                |                |                | 1              | 3              |                |                |                |                |                |                |                |
| Mistrzostwa świata            |                |                | 11             | 8              | 4              | 1              | 1              | 1              | 1              |                |                |                |                |                |                |                |                |
| Mistrzostwa Europy            |                |                | 9              | 6              | 4              | 1              | 1              | WD             | 1              | 1              |                |                |                |                |                |                |                |
| John Davis Trophy             |                |                | 1              |                |                |                |                |                |                |                |                |                |                |                |                |                |                |
| Morzine Trophy                |                |                |                | 2              |                |                |                |                |                |                |                |                |                |                |                |                |                |
| Nebelhorn Trophy              |                | 2              | 1              |                |                |                |                |                |                |                |                |                |                |                |                |                |                |
| Northern Championships        | 1              |                |                |                |                |                |                |                |                |                |                |                |                |                |                |                |                |
| NHK Trophy                    |                |                |                |                | 2              |                |                |                |                |                |                |                |                |                |                |                |                |
| Rotary Watches Competition    |                |                |                |                | 2              |                |                |                |                |                |                |                |                |                |                |                |                |
| Sheffield Trophy              |                | 1              |                |                |                |                |                |                |                |                |                |                |                |                |                |                |                |
| St. Ivel International        |                |                |                |                |                | 1              | 1              |                |                |                |                |                |                |                |                |                |                |
| Krajowe                       |                |                |                |                |                |                |                |                |                |                |                |                |                |                |                |                |                |
| Mistrzostwa Wielkiej Brytanii |                | 4              | 3              | 1              | 1              | 1              | 1              | 1              | 1              | 1              |                |                |                |                |                |                |                |

### Z Sandrą Elson
| Mistrzostwa Wielkiej Brytanii | 1 P | 1 J |

## Nagrody i odznaczenia
- Order Imperium Brytyjskiego (OBE – Oficer orderu) – 2000[1]
- Światowa Galeria Sławy Łyżwiarstwa Figurowego – 1989[3]
- Order Imperium Brytyjskiego (MBE – Kawaler orderu) – 1981[1]